# Stjepan II. Kotromanić
Stjepan II. Kotromanić (* 1292; † 1353) war Ban(us) von Bosnien von 1314 bis 1353 und entstammte dem gleichnamigen Herrschergeschlecht, das in der Zeit von etwa 1250 bis 1463 die Geschicke einiger Staaten auf dem Balkan bestimmte. Seit 1377 waren sie Könige von Bosnien und Serbien und seit 1390 auch Könige von Kroatien. Seine Eltern waren Stjepan I. (* 1242, † 1314), Ban von Bosnien 1290–1314 und Prinzessin Jelisaveta (Elisabeth) von Serbien, Tochter des Königs Stefan Dragutin von Serbien und Prinzessin Katalin von Ungarn. Stjepan II. war vermählt mit Jelisaveta (Elisabeth), Tochter Herzogs Kasimir von Kujawien.
Zur Zeit Stjepans II. stand Bosnien noch unter der Obrigkeit des Königs von Ungarn. Trotz fremder Herrschaft erlebte Bosnien unter dem Banus Stjepan einen wirtschaftlichen Aufschwung. Auf den Gütern der Großgrundbesitzer wuchs die Erzeugung von landwirtschaftlichen Produkten, das Handwerk erblühte, neue Bergwerke wurden erschlossen und es entwickelten sich der Binnen- und der Außenhandel. Die Naturalwirtschaft wurde durch die Geldwirtschaft ersetzt, denn Stjepan war der erste bosnische Herrscher, der eigene Münzen prägte.
Auch politisch wollte Stjepan seinen Staat konsolidieren. Eine Maßnahme in diese Richtung war die Heirat seiner Tochter Katharina (* 1336, † 1396) mit dem mächtigen Grafen Hermann I. von Cilli. Seine zweite Tochter Elizabeta (Elisabeth) vermählte sich 1353 mit König Ludwig I. von Ungarn und Polen.
Zur Zeit des Banus Stjepan war Bosnien noch ein kleiner Staat, der nördlich der Flüsse Neretva und Drina lag und die Stadt Sarajevo zum Mittelpunkt hatte. Um seinen Herrschaftsbereich zu erweitern, nutzte Kotromanić die inneren Kämpfe in Kroatien aus. Er zog zunächst nach Südwesten, besetzte das Gebiet der großen Karstregionen (Zapadne strane - Westteile), die sich zwischen den Flüssen Cetina im Westen und Neretva im Osten erstreckten, und stieß bis zur Adria vor. Er erweiterte sein Gebiet aber auch nach Norden und Westen, so dass die Grenzen Bosniens schon damals etwa die heutigen Ausmaße erreichten.
Stjepan II. starb 1353 und wurde im Franziskanerkloster seiner Hauptresidenz Visoko beigesetzt. Als Ban von Bosnien folgte ihm sein Neffe Stjepan Tvrtko I. (1338–1391), welcher 1377 zum ersten König von Bosnien wurde.
Die bosnischen Herrscher des Mittelalters waren seit Stjepan II. fast durchweg katholisch.